# Litsea ridleyi
Litsea ridleyi är en lagerväxtart som beskrevs av James Sykes Gamble. Litsea ridleyi ingår i släktet Litsea och familjen lagerväxter. Inga underarter finns listade i Catalogue of Life.